# روبرتو دي دونا
روبرتو دي دونا (بالإيطالية: Roberto Di Donna)‏ هو لاعب رماية إيطالي، ولد في 8 سبتمبر 1968 في روما في إيطاليا.

## وصلات خارجية
- روبرتو دي دونا على موقع الاتحاد الدولي (الإنجليزية)
- روبرتو دي دونا على موقع أوليمبيديا (الإنجليزية)
- روبرتو دي دونا على موقع اللجنة الأولمبية الإيطالية (الإيطالية)
- روبرتو دي دونا على موقع CONI honoured athlete website (الإيطالية)